# Coluracetam
Coluracetam (DCI) (nombre de código BCI-540; anteriormente MKC-231) es un agente nootrópico de la familia de las racetamo. Fue inicialmente desarrollada y probada por la Mitsubishi Tanabe Pharma Corporation para la enfermedad de Alzheimer. Después de que el fármaco fallara en alcanzar el punto final en las pruebas clínicas fue licenciada al laboratorio BrainCells Inc para su investigación en el trastorno depresivo mayor, el cual fue precedido con la otorgación de un programa de subvención para investigar sus propiedades terapéuticas por el estado de California. Encontrándose en la fase IIa de los ensayo clínico se ha sugerido que tenga potencial terapéutico para tratar el trastorno depresivo mayor con trastorno de ansiedad generalizada (TAG). También pueda tener uso potencial en la prevención y tratamiento de la isquemia, retinopatía y el daño de los nervios retinal y óptico.
El coluracetam ha mostrado revertir la pérdida de producción de la colina acetiltransferasa en el núcleo septal medial de las ratas expuestas a fenciclidina, y se considera que puede tener potencial terapéutico para la esquizofrenia.

## Mecanismo de acción
El coluracetam potencia los captadores de alta afinidad colinérgica el cual es el paso limitante de la velocidad en la síntesis de acetilcolina. Los estudios han mostrado que mejora la disfunción en el aprendizaje en una dosis oral dada a ratas expuestas a neurotoxinas colinérgicas. Los estudios subsiguientes mostraron que puede inducir efectos procognitivos duraderos al cambiar el sistema de regulación del transportador colinérgico.